# Sweetums
Sweetums is een reusachtig, zonderling monster uit de Engels-Amerikaanse poppenserie The Muppet Show. Onder zijn dreigende uiterlijk – een buldogachtige onderkaak, dikke wenkbrauwen en een sjofel bruin shirt – schuilt een vriendelijk innerlijk.
Sweetums trad voor het eerst op in de tv-special The Frog Prince in 1971 als de vraatzuchtige helper van de heks Taminella Grinderfall. In deze special probeerde hij de held, gespeeld door Kermits neefje Robin, op te eten. Later zong hij in The Muppet Show tezamen met Robin een duet en de twee kwamen als merchandising voor als beste vrienden.
Jerry Nelson was de poppenspeler die tijdens Sweetums' eerste optreden in het pak zat, maar al gauw nam Richard Hunt het personage van hem over. Het was dan ook Hunt die het monster speelde gedurende de jaren van The Muppet Show en in de eerste twee Muppet-films. Na Hunts dood in 1992 bleef het stil rond Sweetums. Pas in 1996 kwam de pop weer voor op het scherm, namelijk in de film Muppet Treasure Island. Vanaf deze film wordt Sweetums gespeeld door John Henson, de zoon van Muppet-bedenker Jim Henson. En nu wordt Sweetums bespeeld door Matt Vogel.

## Sweetums spelen
Net zoals met Pino het geval is, zit de speler van Sweetums geheel in het poppenkostuum. Het verschil is dat Sweetums' mond op ooghoogte zit en de acteur de kop dus niet omhoog hoeft te houden met zijn hand. Wat dat betreft is het minder zwaar dan Pino spelen. De acteur kan zijn omgeving alleen zien door via Sweetums' mond naar buiten te kijken.
Een rechtshandige acteur gebruikt zijn rechterhand óf om de mond óf om de rechterarm te bewegen. Als de mond beweegt, kan de rechterarm niet bewogen worden. Deze zit dan gewoonlijk onzichtbaar aan het lichaam bevestigd. Als de rechterarm bewogen moet worden, steekt de poppenspeler zijn eigen arm in die van de pop, en kan de mond niet geopend en gesloten worden. Als er een onafgebroken shot van het monster gemaakt moet worden waarin het eerst beide armen en daarna zijn bek beweegt, is het aan de poppenspeler om na de armbewegingen onopvallend zijn rechterarm uit de "mouw" te trekken.
De bewegingen van zijn ogen en wenkbrauwen worden via afstandsbediening bestuurd.

## De Nederlandse stem
De Nederlandse stem van Sweetums was voorheen Just Meijer voor de films The Muppets en Muppets Most Wanted, de huidige stem van Sweetums wordt ingesproken door Simon Zwiers die onder andere als het personage is te horen in Muppets Now en Muppets Haunted Mansion.